# Józef Zapędzki
Józef Zapędzki (Kazimierówka, 1929. március 11. – Wrocław, 2022. február 15.) olimpiai és Európa-bajnok lengyel sportlövő.

## Pályafutása
Apját a dachaui koncentrációs táborban ölték meg 1942-ben. A második világháború végéig kényszermunkát végzett a vasútnál. 1949-ben vonult be a katonasághoz, ahol viszonylag későn tanult meg lőni. A wrocławi Testnevelési Akadémiára járt, ahol sportlövő edzői végzettséget szerzett. 
A Śląsk Wrocław versenyzője volt. 1964 és 1980 között sorozatban öt olimpián vett részt. 1968-ban és 1972-ben olimpiai bajnok lett a gyorstüzelő pisztoly versenyszámban. A világbajnokságokon egy-egy ezüst- és bronz-, az Európa-bajnokságokon egy arany-, két ezüst- és négy bronzérmet szerzett. 23-szoros lengyel bajnok volt.

## Sikerei, díjai
- Olimpiai játékok – gyorstüzelő pisztoly
  - aranyérmes (2): 1968, Mexikóváros, 1972, München
- Világbajnokság – nagy kaliberű pisztoly
  - ezüstérmes: 1966 (gyorstüzelő pisztoly)
  - bronzérmes: 1966 (pisztoly, csapat)
- Európa-bajnokság
  - aranyérmes: 1965 (középtüzelő pisztoly)
  - ezüstérmes (2): 1962, 1967 (pisztoly, csapat)
  - bronzérmes (4): 1971 (gyorstüzelő pisztoly), 1972 (pisztoly), 1973, 1975 (pisztoly, csapat)